# فرجة (الرقة)
فرجة قرية سورية تتبع ناحية مركز تل أبيض في منطقة تل أبيض في محافظة الرقة. بلغ عدد سكانها 561 نسمة في عام 2004 حسب إحصاء المكتب المركزي للإحصاء.